# Windhoek Observer
Windhoek Observer is een Engelstalig Namibisch weekblad. Het werd in 1978 opgericht door Hannes Smith en Gwen Lister en is het oudste weekblad van het land. Lister stapte enkele jaren na de oprichting uit het weekblad en richtte haar eigen dagblad, The Namibian, op. Na de dood van Smith werd Windhoek Observer in 2009 verkocht aan de investeringsgroep Paragon Investment. De nieuwe hoofdredacteur werd Fanuel Kuvee Kangueehi, die overkwam van New Era. De klemtoon van het weekblad ligt op politieke artikels en opiniebijdragen.